# Exposímetre

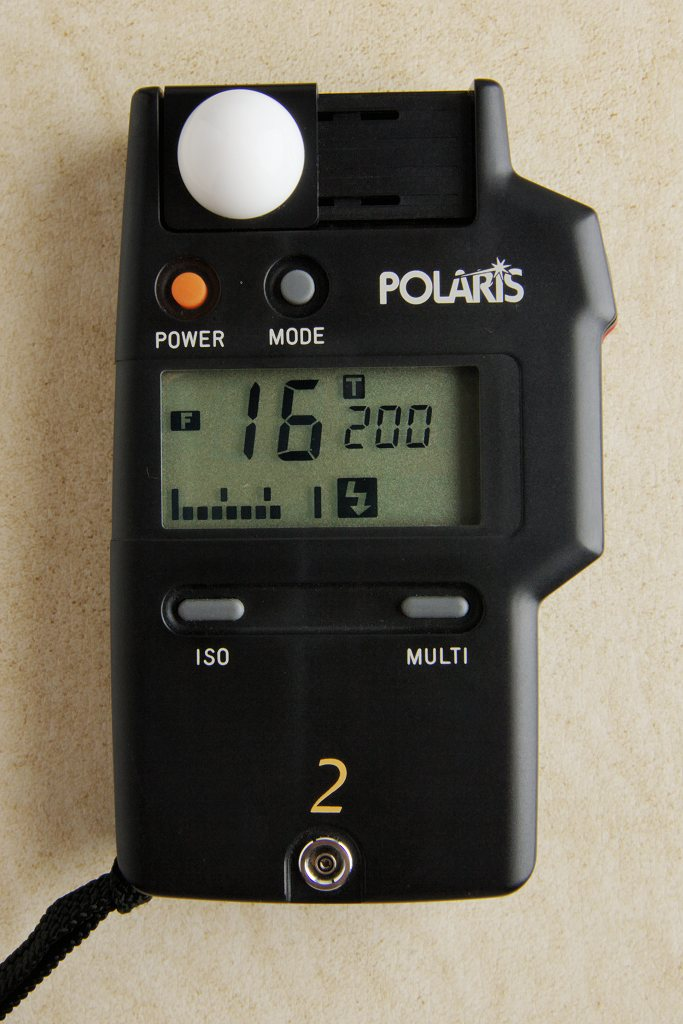
Exposímetre digital (en manera mesurament flaix).

L'exposímetre, és el fotòmetre emprat en fotografia. Es tracta d'una màquina que dona la mesura de l'exposició a EV (exposure values) o en combinacions de diafragma/velocitat d'obturació equivalents. Encara que avui dia la gran majoria de les càmeres incorporen un exposímetre. Els exposímetre manuals són un accessori de d'utilitat, especialment en situacions d'il·luminació difícil. Existeix tres tipus d'exposímetre:
- De seleni (Se): no requereixen bateria, la cèl·lula fotosensible és de gran mida i sol estar recoberta per una malla en forma de plafó d'abella.
- De sulfur de cadmi (CdS): requereixen bateria, són molt més sensibles que els anteriors i poden miniaturitzar-se molt més, tanmateix són de resposta lenta en situacions de poca intensitat lluminosa i s'enlluerna per sobre d'un cert llindar de llum.
- De silici (Si): requereixen bateria, són els de resposta més ràpida, tant que s'empren per interrompre la descàrrega del flaix quan la llum rebuda per la pel·lícula és suficient. Els incorporen la majoria de les cambres de qualitat.

Els exposímetres manuals porten una escala per ajustar la sensibilitat de la pel·lícula i una agulla que cal alinear amb una marca en realitzar la lectura. Per mitjà d'aquesta operació queda determinat el valor d'exposició o les combinacions diafragma /velocitat equivalents. Normalment hi ha una escala per a situacions d'alta lluminositat i una altra per a baixa lluminositat.
Hi ha dues mesures de llum que es poden efectuar amb un fotòmetre: la llum incident i la llum reflectida. Per efectuar les mesures de llum incident es col·loca una semiesfera difusora davant de la cèl·lula fotoelèctrica i es dirigeix el fotòmetre des de la posició de l'objecte cap a la font de llum. Per mesurar la llum reflectida per l'objecte es treu la semiesfera difusora i es col·loca la de niu d'abella i s'apunta des de la posició de la cambra cap a l'objecte anant amb compte de no prendre la mesura del cel o d'altres parts que no interessin i que puguin distorsionar la mesura.